# Pseudamatonga strigilifer
Pseudamatonga strigilifer är en insektsart som först beskrevs av Miller, N.C.E. 1936.  Pseudamatonga strigilifer ingår i släktet Pseudamatonga och familjen Euschmidtiidae. Inga underarter finns listade i Catalogue of Life.